# Rachid Soulaimani
Rachid Soulaimani , né le 21 novembre 1982 à Oued Zem, est un footballeur international marocain évoluant au poste d'arrière latéral droit au sein du Raja de Casablanca. Il remporte avec ce club deux championnats du Maroc en 2009 et 2011
Il compte sept sélections avec l'équipe du Maroc depuis novembre 2010.

## Biographie

### Club

#### Raja de Casablanca

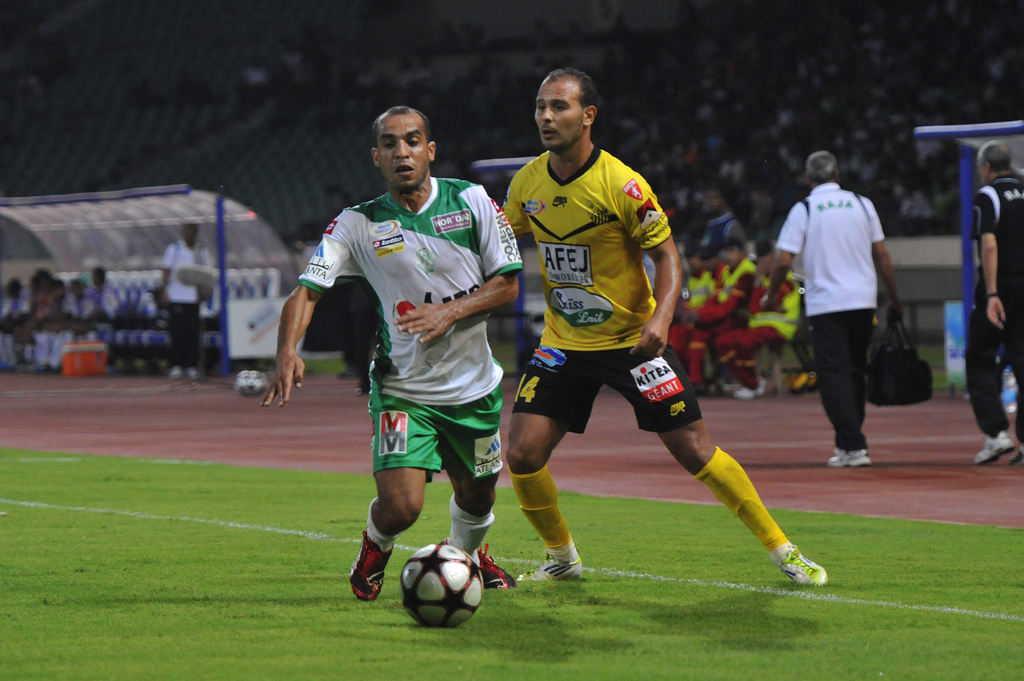

En tant qu'amateur, Rachid pratiquait à le club Al Awrach puis il rejoint Rapide Oued Zem
Rachid Soulaimani commence sa carrière professionnelle en 2005 au Raja de Casablanca au poste d'arrière latéral droit. Il peut également évoluer sur le flanc gauche. Il fut Champions du Maroc en 2009 et 2011 et se fait élire meilleur latéral droit en 2011, il eut une participation au Coupe africaine notamment en Ligue des champions. Il fut courtisé par de nombreux clubs espagnols notamment le Celta Vigo en deuxième division et le Espanyol Barcelone en 1re division mais refuse toutes ces offres pour rester fidèle à son équipe mère, le Raja.
En 2016, Rachid Soulaimani retourne dans sa ville natale de Oued Zem, afin d'aider le club de la ville dans sa course pour une remontée dans l'élite, la Botola Pro. Ce rêve se réalise en 2017, à la suite du titre de Champion du Maroc de Botola 2 du Rapide Club de Oued Zem.

### Sélection nationale
| Matches internationaux de Rachid Soulaimani | Matches internationaux de Rachid Soulaimani | Matches internationaux de Rachid Soulaimani                  | Matches internationaux de Rachid Soulaimani | Matches internationaux de Rachid Soulaimani | Matches internationaux de Rachid Soulaimani | Matches internationaux de Rachid Soulaimani | Matches internationaux de Rachid Soulaimani |
| 0                                           | Date                                        | Lieu                                                         | Adversaire                                  | Score                                       | Résultats                                   | Compétitions                                |                                             |
| ------------------------------------------- | ------------------------------------------- | ------------------------------------------------------------ | ------------------------------------------- | ------------------------------------------- | ------------------------------------------- | ------------------------------------------- | ------------------------------------------- |
| 1                                           | 9 octobre 2010                              | Benjamin Mkapa National Stadium, Dar-es-Salaam, Tanzanie     | Tanzanie                                    | —                                           | 0-1                                         | Qualifications à la Coupe d'Afrique 2012    |                                             |
| 2                                           | 17 novembre 2010                            | Windsor Park, Belfast, Irlande du Nord                       | Irlande du Nord                             | —                                           | 1-1                                         | Match amical                                |                                             |
| 3                                           | 9 février 2011                              | Grand Stade de Marrakech, Marrakech, Maroc                   | Niger                                       | —                                           | 3-0                                         | Match amical                                |                                             |
| 4                                           | 27 mars 2011                                | Stade du 19-Mai-1956, Annaba, Algérie                        | Algérie                                     | —                                           | 1-0                                         | Qualifications à la Coupe d'Afrique 2012    |                                             |
| 5                                           | 11 novembre 2011                            | Grand Stade de Marrakech, Marrakech, Maroc                   | Ouganda                                     | —                                           | 0-1                                         | Coupe LG (en) 2011                          |                                             |
| 6                                           | 25 mai 2012                                 | Grand Stade de Marrakech, Marrakech, Maroc                   | Sénégal                                     | —                                           | 1-0                                         | Match amical                                |                                             |
| 7                                           | 23 juin 2012                                | Stade du Prince Abdullah Al-Faisal, Djeddah, Arabie saoudite | Bahreïn                                     | —                                           | 4-0                                         | Coupe arabe 2012                            |                                             |
| 8                                           | 26 juin 2012                                | Stade du Prince Abdullah Al-Faisal, Djeddah, Arabie saoudite | Libye                                       | —                                           | 0-0                                         | Coupe arabe 2012                            |                                             |
| 9                                           | 6 juillet 2012                              | Stade du Prince Abdullah Al-Faisal, Djeddah, Arabie saoudite | Libye                                       | —                                           | 1-1, 1-3tab                                 | Coupe arabe 2012                            |                                             |
| 10                                          | 15 août 2012                                | Complexe sportif Moulay-Abdallah, Rabat, Maroc               | Guinée                                      | —                                           | 1-2                                         | Match amical                                |                                             |
| 11                                          | 9 septembre 2012                            | Estádio da Machava (en), Maputo, Mozambique                  | Mozambique                                  | —                                           | 2-0                                         | Qualifications à la Coupe d'Afrique 2013    |                                             |

## Palmarès
Raja de Casablanca

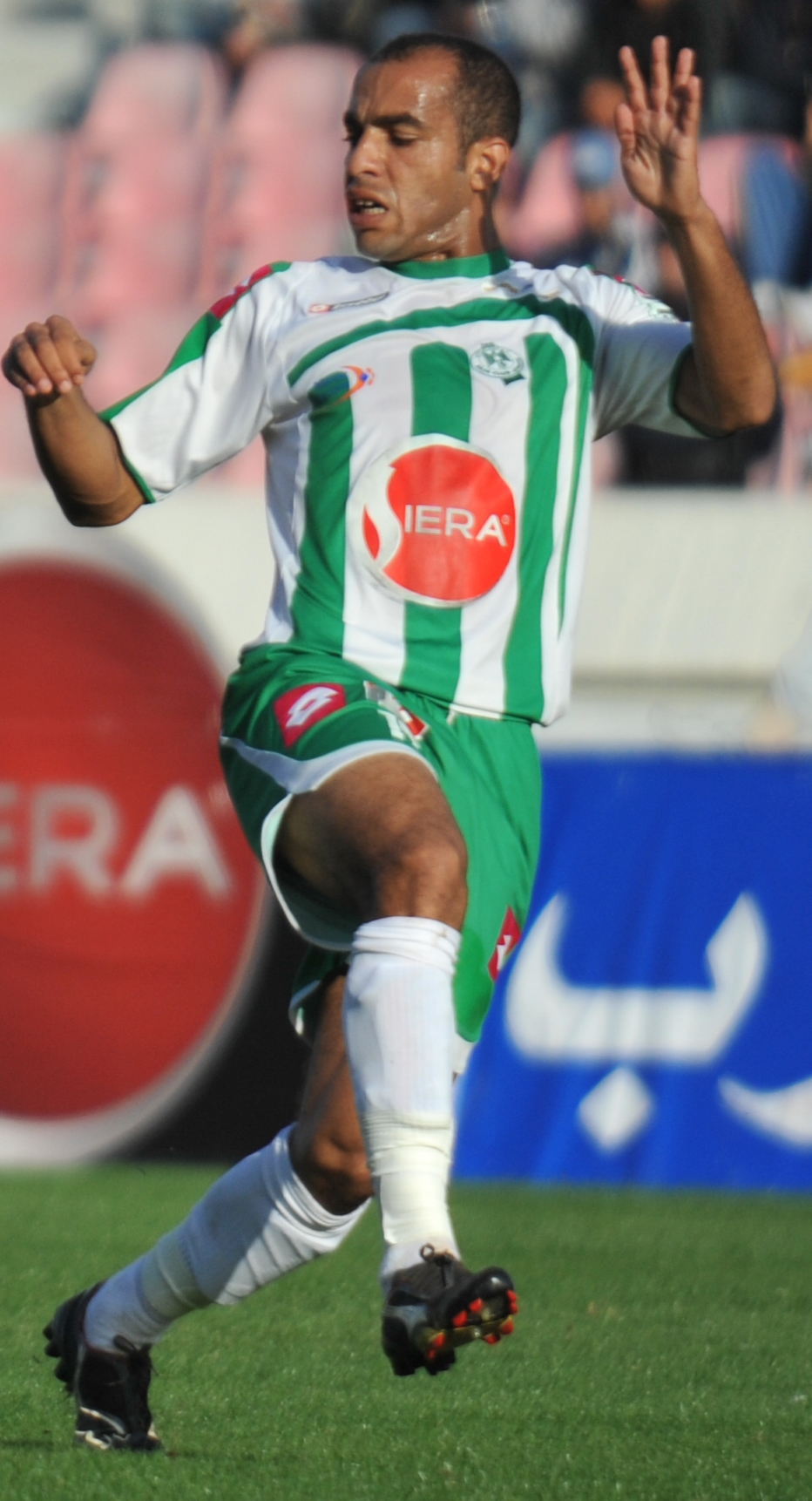
Avec le Raja Casablanca

- Vainqueur de la Ligue des Champions arabes en 2006.
- Vainqueur de Arab Summer Cup en 2007.
- Champion du Maroc en 2009, 2011 et 2013.
- Vainqueur de la Coupe du Trône en 2012 et 2005
- Finaliste de la Coupe du monde des clubs de la FIFA 2013
- Vice-Champion du Maroc en 2014

 Rapide Oued Zem
- Champion du Maroc - Botola 2 en 2017

 Maroc
- Coupe arabe des nations de football
  - Vainqueur en 2012

### Distinctions personnelles
- Meilleur latéral droit du Championnat du Maroc de football
- Meilleur joueur du Raja de Casablanca en 2009-2010